# París-Niça 1981
La París-Niça 1981 fou la 39a edició de la París-Niça. És un cursa ciclista que es va disputar entre l'11 i el 18 de març de 1981. La cursa fou guanyada per l'irlandès Stephen Roche, de l'equip Peugeot-Esso-Michelin, per davant d'Adrie van der Poel (DAF Trucks-Cote d'Or-Gazelle) i Alfons de Wolf (Vermeer-Thijs). Michel Laurent s'emportà la classificació de la muntanya, Jean-Luc Vandenbroucke guanyà la regularitat i el conjunt Peugeot-Esso-Michelin la classificació per equips.

## Participants
En aquesta edició de la París-Niça hi preneren part 124 corredors dividits en 14 equips: Peugeot-Esso-Michelin, DAF Trucks-Cote d'Or-Gazelle, Vermeer-Thijs, La Redoute-Motobécane, Bianchi-Piaggio, Miko-Mercier-Vivagel, Teka, Boule d'Or, Sem-France Loire-Campagnolo, Puch-Wolber, HB Alarmsystemen, Capri Sonne, Fangio-Sapeco-Mavic i Escandinàvia. La prova l'acabaren 82 corredors.
L'equip d'Escandinàvia estava format per corredors de Noruega, Dinamarca i Finlàndia. Aquest conjunt va substituir al darrer moment l'equip nacional de Colòmbia, que no va participar-hi a causa del fred.

## Resultats de les etapes
| Etapes              | Data       | Recorregut                            | Km      | Vencedor d'etapa       | Líder de la general |
| ------------------- | ---------- | ------------------------------------- | ------- | ---------------------- | ------------------- |
| Pròleg              | 11 de març | Meaux (CRI)                           | 7.3 km  | Knut Knudsen           | Knut Knudsen        |
| 1a etapa            | 12 de març | Joigny-Château Chinon                 | 177 km  | Silvano Contini        | Silvano Contini     |
| 2a etapa, 1r sector | 13 de març | Château Chinon-Bourbon-Lancy          | 101 km  | Roger de Vlaeminck     | Silvano Contini     |
| 2a etapa, 2n sector | 13 de març | Bourbon-Lancy (CRE)                   | 27 km   | Peugeot-Esso-Michelin  | Michel Laurent      |
| 3a etapa            | 14 de març | Bourbon-Lancy-Sant-Etiève             | 217 km  | Adrie van der Poel     | Stephen Roche       |
| 4a etapa            | 15 de març | Bollène-Miramas                       | 189 km  | Roger de Vlaeminck     | Adrie van der Poel  |
| 5a etapa            | 16 de març | Miramas-Le Castellet                  | 175 km  | Tommy Prim             | Stephen Roche       |
| 6a etapa            | 17 de març | La Seyne-sur-Mer-Mandelieu-la-Napoule | 175 km  | Phil Anderson          | Stephen Roche       |
| 7a etapa, 1r sector | 18 de març | Mandelieu-la-Napoule-Niça             | 57.5 km | Jean-Luc Vandenbroucke | Stephen Roche       |
| 7a etapa, 2n sector | 18 de març | Niça-Coll d'Èze (CRI)                 | 11 km   | Stephen Roche          | Stephen Roche       |

## Etapes

### Pròleg
11-03-1981. Meaux, 7.3 km. CRI
|   | Ciclista               | Equip                 | Temps  |
| - | ---------------------- | --------------------- | ------ |
| 1 | Knut Knudsen           | Bianchi-Piaggio       | 9' 18" |
| 2 | Jean-Luc Vandenbroucke | La Redoute-Motobécane | + 2"   |
| 3 | Regis Clère            | Miko-Mercier-Vivagel  | + 12"  |

### 1a etapa
12-03-1981. Joigny-Château Chinon, 177 km.
|   | Ciclista        | Equip                        | Temps      |
| - | --------------- | ---------------------------- | ---------- |
| 1 | Silvano Contini | Bianchi-Piaggio              | 4h 59' 59" |
| 2 | Michel Laurent  | Peugeot-Esso-Michelin        | + 12"      |
| 3 | Eddy Schepers   | DAF Trucks-Cote d'Or-Gazelle | + 2' 06"   |

### 2a etapa, 1r sector
13-03-1981. Château Chinon-Bourbon-Lancy 101 km.
|   | Ciclista           | Equip                        | Temps      |
| - | ------------------ | ---------------------------- | ---------- |
| 1 | Roger de Vlaeminck | DAF Trucks-Cote d'Or-Gazelle | 2h 34' 02" |
| 2 | Noël Dejonckheere  | Teka                         | m. t.      |
| 3 | Rik van Linden     | Boule d'Or                   | m. t.      |

### 2a etapa, 2n sector
13-03-1981. Bourbon-Lancy 101 km. (CRE)
|   | Equip                        | Temps   |
| - | ---------------------------- | ------- |
| 1 | Peugeot-Esso-Michelin        | 36' 04" |
| 2 | Bianchi-Piaggio              | + 49"   |
| 3 | DAF Trucks-Cote d'Or-Gazelle | + 55"   |

### 3a etapa
14-03-1981. Bourbon-Lancy-Sant-Etiève 217 km.
|   | Ciclista            | Equip                        | Temps      |
| - | ------------------- | ---------------------------- | ---------- |
| 1 | Adrie van der Poel  | DAF Trucks-Cote d'Or-Gazelle | 5h 52' 12" |
| 2 | Serge Beucherie     | Sem-France Loire-Campagnolo  | + 7"       |
| 3 | Jean-Louis Gauthier | Miko-Mercier-Vivagel         | m. t.      |

### 4a etapa
15-03-1981. Bollène-Miramas, 189 km.
|   | Ciclista               | Equip                        | Temps      |
| - | ---------------------- | ---------------------------- | ---------- |
| 1 | Roger de Vlaeminck     | DAF Trucks-Cote d'Or-Gazelle | 5h 15' 39" |
| 2 | Jacques Bossis         | Peugeot-Esso-Michelin        | + 10"      |
| 3 | Jean-Luc Vandenbroucke | La Redoute-Motobécane        | m. t.      |

### 5a etapa
16-03-1981. Miramas-Le Castellet, 175 km.
|   | Ciclista            | Equip                 | Temps      |
| - | ------------------- | --------------------- | ---------- |
| 1 | Tommy Prim          | Bianchi-Piaggio       | 4h 57' 51" |
| 2 | Dominique Arnaud    | Puch-Wolber           | + 1"       |
| 3 | Ferdi van den Haute | La Redoute-Motobécane | + 4"       |

### 6a etapa
17-03-1981. La Seyne-sur-Mer-Mandelieu-la-Napoule, 175 km.
|   | Ciclista               | Equip                 | Temps      |
| - | ---------------------- | --------------------- | ---------- |
| 1 | Phil Anderson          | Peugeot-Esso-Michelin | 4h 42' 15" |
| 2 | Jean-Luc Vandenbroucke | La Redoute-Motobécane | + 12"      |
| 3 | Régis Clère            | Miko-Mercier-Vivagel  | + 14"      |

### 7a etapa, 1r sector
18-03-1981. Mandelieu-la-Napoule-Niça, 57.5 km.
|   | Ciclista               | Equip                 | Temps      |
| - | ---------------------- | --------------------- | ---------- |
| 1 | Jean-Luc Vandenbroucke | La Redoute-Motobécane | 1h 27' 53" |
| 2 | Régis Clère            | Miko-Mercier-Vivagel  | + 10"      |
| 3 | Stephen Roche          | Peugeot-Esso-Michelin | m. t.      |

### 7a etapa, 2n sector
18-03-1981. Niça-Coll d'Èze, 11 km. CRI
|   | Ciclista               | Equip                 | Temps   |
| - | ---------------------- | --------------------- | ------- |
| 1 | Stephen Roche          | Peugeot-Esso-Michelin | 21' 09" |
| 2 | Knut Knudsen           | Bianchi-Piaggio       | + 2"    |
| 3 | Jean-Luc Vandenbroucke | La Redoute-Motobécane | + 12"   |

## Classificacions finals

### Classificació general
|    | Ciclista               | Equip                        | Temps       |
| -- | ---------------------- | ---------------------------- | ----------- |
| 1  | Stephen Roche          | Peugeot-Esso-Michelin        | 30h 17' 50" |
| 2  | Adrie van der Poel     | DAF Trucks-Cote d'Or-Gazelle | + 1' 19"    |
| 3  | Alfons de Wolf         | Vermeer-Thijs                | + 1' 55"    |
| 4  | Pierre Bazzo           | La Redoute-Motobécane        | + 3' 22"    |
| 5  | Peter Zijerveld        | HB Alarmsystemen             | + 3' 24"    |
| 6  | Serge Beucherie        | Sem-France Loire-Campagnolo  | + 4' 19"    |
| 7  | Bernardo Alfonsel      | Teka                         | + 4' 39"    |
| 8  | Jacques Bossis         | Peugeot-Esso-Michelin        | + 5' 11"    |
| 9  | Jean-Luc Vandenbroucke | La Redoute-Motobécane        | + 8' 15"    |
| 10 | Régis Clère            | Miko-Mercier-Vivagel         | + 9' 44"    |

## Evolució de les classificacions
| Etapa (Vencedor)                             | Classificació general |
| -------------------------------------------- | --------------------- |
| 0Pròleg (Knut Knudsen)                       | Knut Knudsen          |
| 0Etapa 1 (Silvano Contini)                   | Silvano Contini       |
| 0Etapa 2, 1r sector (Roger de Vlaeminck)     | Silvano Contini       |
| 0Etapa 2, 2n sector (Peugeot-Esso-Michelin)  | Michel Laurent        |
| 0Etapa 3 (Adrie van der Poel)                | Stephen Roche         |
| 0Etapa 4 (Roger de Vlaeminck)                | Adrie van der Poel    |
| 0Etapa 5 (Tommy Prim)                        | Stephen Roche         |
| 0Etapa 6 (Phil Anderson)                     | Stephen Roche         |
| 0Etapa 7, 1r sector (Jean-Luc Vandenbroucke) | Stephen Roche         |
| 0Etapa 7, 2n sector (Stephen Roche)          | Stephen Roche         |